# Posed bílý
Posed bílý (Bryonia alba) je vytrvalá popínavá bylina z čeledi tykvovitých původem ze Středomoří, v české květeně se jedná o dávno zdomácnělý, náhodně zavlečený archeofyt.

## Popis
Dorůstá délky až 7 m. Listy jsou střídavé, řapíkaté, dlanitolaločnaté, nepravidelně zubaté nebo pilovité. Květy jsou 5četné, samčí vyrůstají v dlouze stopkatých vrcholících z úžlabí listů v dolní části rostliny, jsou žlutobílé se zeleným žilkováním a mají asi 1 cm v průměru. Tyčinek je 5, z nichž jedna je volná a ostatní jsou srostlé po 2. Samičí květy vyrůstají na krátce stopkatých hroznech v horní části rostliny, jsou žlutobílé, v průměru jen o málo menší než květy samčí, semeník je složen ze 3 plodolistů, čnělky jsou 3. Plodem je kulovitá, asi 8 mm velká, za zralosti černá bobule. Kvete v červnu až červenci, opylován je hmyzem.

## Rozšíření a ekologie
Poměrně světlomilná rostlina vyhledávající čerstvě vlhké, výživné půdy. V ČR roste v teplejších oblastech hojně, od středních poloh výše roztroušeně (max. asi 760 m n. m.). Celkově roste v téměř celé Evropě, na východě až po střední Asii, v Evropě však kromě její jihovýchodní části pouze zplaněle. Roste v křovinách na okrajích lesů či pasek, ve vysokobylinné ruderální vegetaci, dále může porůstat ploty, zahrady či sady.

## Jedy
Celá rostlina (nejvíce však v kořenech) obsahuje alkaloidy, glykosidy bryonin a bryogenin, pryskyřice, třísloviny, fytosterin a stopy silice, v plodech je obsaženo barvivo lykopen a v semenech saponiny.
Šťáva posedu působí dráždivě, na pokožce vyvolává zčervenání, po delší době i puchýře a záněty. Po požití se objevuje zvracení a průjem spojený se silnými kolikovitými bolestmi, může rovněž dojít k útlumu dýchacího a vazomotorického centra a zánětu ledvin. Otravy byly pozorovány u koní a ovcí, u lidí nejčastěji po záměně plodů posedu za jedlé ovoce. Uvádí se, že smrtelná dávka pro dospělého člověka je zhruba 40 bobulí, u dětí jen 15.